# Fantic Caballero
Pour les articles homonymes, voir Caballero.

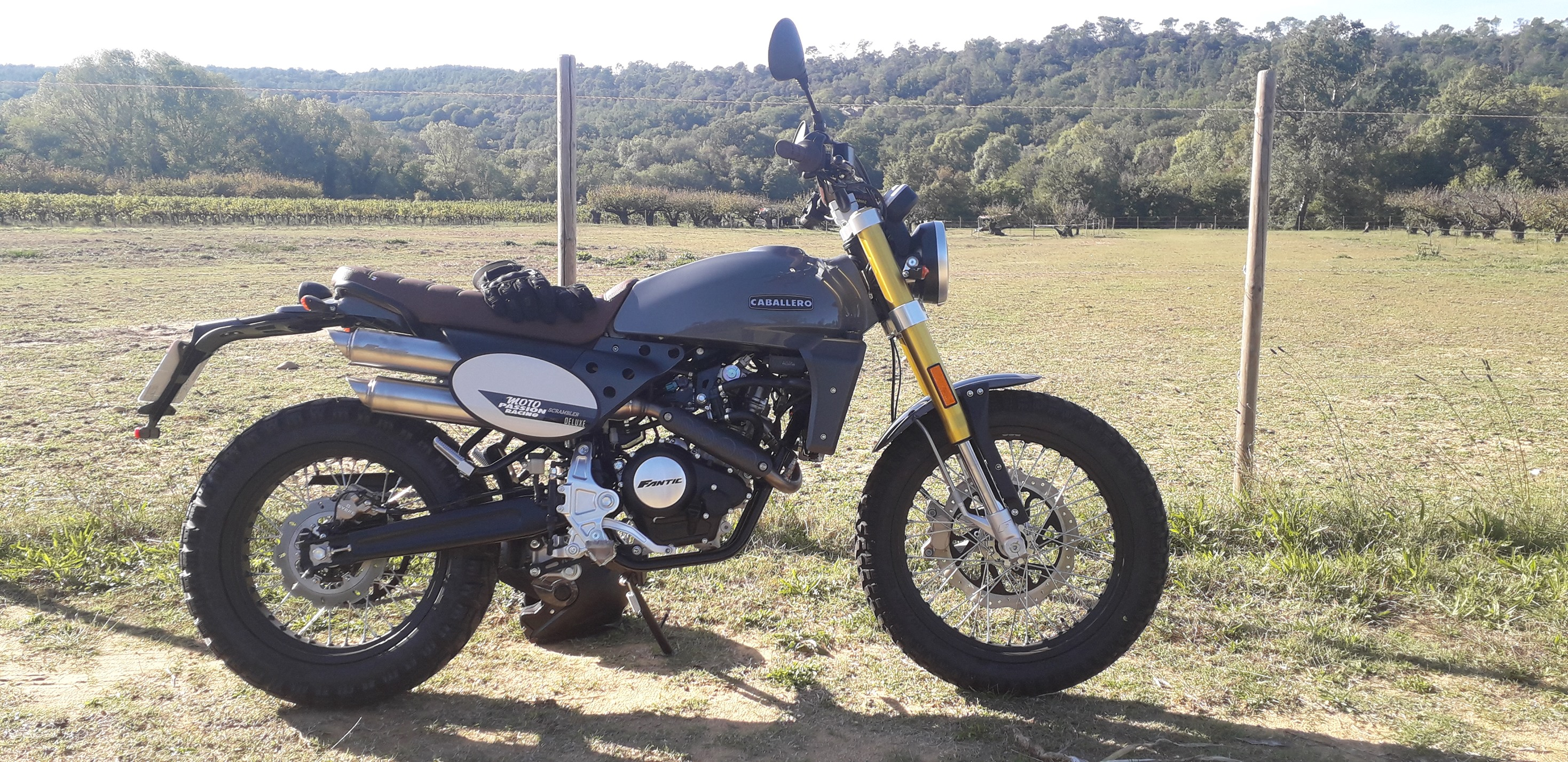
Fantic Caballero 125

La Fantic Caballero est une motocyclette du constructeur italien Fantic. Elle existe en trois cylindrées : 125 cm3, 250 cm3 et 500 cm3. Son appellation signifie « cavalier ». Celle-ci avait été créée initialement en 1969 en tant que moto d'enduro, aujourd'hui le modèle est plus d'inspiration scrambler et dispose des dernières avancées technologiques actuelles.
La Fantic Caballero est déclinée en plusieurs versions et coloris, la présentation est assez soignée et les pièces usinées sont de belle qualité, elle est équipée d'une grosse fourche à l'avant, d'une double sortie d'échappement de chez Arrow, d'un éclairage et de clignotants full LED, de l'ABS, de freins BYBRE, et bien entendu de l'injection pour respecter les normes actuelles. 